# Jung-leho mongolská tažení
Jung-leho mongolská tažení bylo pět vojenských výprav čínské říše Ming do Mongolska v letech 1410–1424 v jejichž čele stál samotný císař Jung-le. Ve snaze o podrobení si Mongolů císař podporoval boje mezi východními Mongoly a Ojraty (západními Mongoly). Roku 1410 vytáhl proti východním Mongolům a porazil je ve dvou bitvách, v následujícím desetiletí s nimi udržoval korektní vztahy. Roku 1414 v druhé expedici úspěšně zaútočil na příliš silné Ojraty. Po delší přestávce v letech 1422–1424 každoročně vyrážel do východního Mongolska, nebyl však schopen donutit nepřítele k bitvě.
Při návratu z posledního tažení, roku 1424, císař Jung-le zemřel. Jeho nástupci se výpadů do stepi vzdali.

## Mongolsko-mingské vztahy začátkem 15. století
Mingská vláda se snažila Mongoly začlenit do systému tributární obchodní výměny. Mongolové nabízeli koně a jiná domácí zvířata, dostávali papírové peníze, stříbro, hedvábí, látky a jejich vůdci tituly a hodnosti. Nicméně mingská vláda velikost obchodu omezovala, což druhá strana formálně akceptovala, ale nedodržovala. Pokud kočovníci získávali obchodem méně zboží než potřebovali, pomáhali si nájezdy. Mnozí Mongolové odcházeli ze stepí do Číny, kde obvykle sloužili v armádě namísto odvedenců rozkládajícího se systému wej-suo.
Mongolové byli rozděleni na západní (Ojraty) a východní, samostatnou skupinou byli Urianchajci. Nejlepší vztahy měla říše Ming s Urianchajci, kteří pomáhali Jung-lemu v občanské válce a těšili se jeho důvěře. Žili podél hranic a obchod s Čínou se stal nedílnou součástí jejich hospodářství. Klidné vztahy s nimi nakrátko přerušilo pouze jejich podřízení východním Mongolům roku 1422. Obě druhé skupiny bojovaly mezi sebou o dominanci. Mingská vláda reagovala taktikou „rozděl a panuj“, když podporovala slabší a útočila na silnější skupinu.
Jung-le roku 1403 reorganizoval obranu severní hranice. Vyklidil území severně od linie čínské zdi kolem Ta-ningu s cílem ušetřit na výdajích na posádky a jejich zásobování. Vojska přesunul na jih ode zdi, do pekingské oblasti. Na uvolněné země přesídlil severněji žijící Urianchajce. Současně pekingské provinční velitelství přesunul z Ta-ningu do Pao-tingu, jihozápadně od Pekingu. Pak kromě posádek v džürčenských zemích v Mandžusku nebyl severně od linie velké zdi žádný čínský oddíl, až na posádku v Kchaj-pchingu (staženou až roku 1430). Strategie nebyla bez rizika, finanční úspora by se obrátila vniveč v případě odpadnutí Urianchajců.
Mongolové vlastního Mongolska zůstávali počátkem Jung-leho vlády vytrvale nepřátelští. I když chán Örüg Temür přejmenoval svůj lid na Tatary (vládl od roku 1402 jako chán Tatarů) a vzdal se nároků zděděných po dynastii Jüan. Byl však poražen (roku 1403) Bunjanširim, který se s podporou Arughtaje roku 1408, po smrti Örüg Temüra, zmocnil vlády nad východními Mongoly.
Mingská vláda zatím navázala styky se slabšími Ojraty, jejichž poselstva od roku 1408 přicházela do Číny téměř každý rok, zatímco chán Bunjaširi mingské vyslance popravil. Roku 1409, povzbuzováni Mingy, Ojrati zaútočili na východní Mongoly a zatlačili je na Kerulen. Jung-le poté vyslal proti východním Mongolům sto tisíc vojáků pod vedením generála Čchiou Fu. Armáda byla v bitvě na březích Kerulenu v září 1409 poražena a generál zabit. Rozhněvaný se Jung-le rozhodl potrestat Mongoly osobně.

## Pět Jung-leho tažení
V březnu 1410 císař vyrazil z Pekingu s 300 000 (či 500 000) vojáky. Pochodoval na sever ke Kerulenu, poté na východ, a na řece Ononu 15. června porazil Bunjaširiho; ten uprchl na západ. V červenci východně od Velkého Chinganu mingská armáda v další bitvě rozdrtila vojsko mongolského kancléře Arughtaje, i on z bitvy unikl. V pronásledování Mongolů Jung-le nepokračoval, problémy se zásobami ho přinutily stáhnout se do Číny. V polovině srpna Jung-le v Nankingu vyhlásil své vítězství. Následujících deset let měla říše Ming s východními Mongoly vedenými Arughtajem klidné vztahy.
Mír na severu trval jen krátce. Na jaře 1412 vůdce Ojratů Batula, známý též jako Mahmúd, zabil Bunjaširiho, dosadil do Karakorumu loutkového chána (Delbega) a vytáhl proti Arughtajovi, aby sjednotil Mongoly. Mingská vláda reagovala podporou Arughtaje, roku 1413 mu udělila titul knížete z Che-ning a přivolila k obchodním stykům.
Po zprávě, že Batulovy síly překročily Kerulen, připravil Jung-le své druhé tažení. Vyrazil v dubnu 1414. Batulu Číňané dostihli na horním toku řeky Túl. V bitvě ojratské jezdce zdecimovala mingská dělostřelba, načež se stáhli. Po pětiměsíčním pochodu se v srpnu Jung-le triumfálně vrátil do Pekingu. Vyzval k návštěvě metropole Arughtaje, ten se omluvil nemocí, nicméně tribut posílal dál.
Batula zemřel roku 1416, Ojrati poté ztratili sílu a Jung-le se mohl soustředit na výstavbu Pekingu. Arughutaj zatím rozšiřoval svůj vliv na západ a požadoval výhody v tributárním obchodu. Roku 1421 tribut přestal posílat, místo toho jeho Mongolové začali podnikat nájezdy přes hranici. Jung-le začal připravovat další expedici, přes odpor svých ministrů. Proti jejich nesouhlasu prosadil svůj postoj silou, ministři daní a trestů Sia Jüan-ťi a Wu Čung byli uvězněni, ministr vojenství Fang Pi spáchal sebevraždu.
V dubnu 1422 císař vyrazil z Pekingu. Arughtaj předtím dobyl pevnost Sing-che severně od Kalganu, podřídil si Urianchajce a plánoval střet s Číňany u Velké zdi. Ale Jung-le poslal 20 tisíc mužů proti Urianchajcům, které porazili v červenci. Současně hlavní mingský voj rychle postoupil k mongolskému táboru u Dolonu. Mongolové však ustoupili na sever. Jung-le je nepronásledoval a vrátil se (v září) do Pekingu.
V srpnu 1423 Jung-le vyrazil ke čtvrté výpravě. Relativně malá armáda dorazila ke Kerulenu, nesetkala se však s nepřítelem. V říjnu se Jung-le dozvěděl, že Ojrati porazili a rozprášili Arughtajovo vojsko. Obrátil se zpět, do Pekingu přibyl v prosinci 1423.
Mongolské útoky na Kchaj-pching záhy vyprovokovaly Jung-leho k nové výpravě. V dubnu 1424 vyrazil do pole s velkou armádou. Dva měsíce pochodoval na sever, opět se však nestřetl s nepřítelem. Na zpáteční cestě Jung-le zemřel 12. srpna 1424 v Jü-mu čchuan severně od Dolonu.

## Výsledky
Náklady na vyzbrojení a vystrojení statisícových armád vyčerpávaly zdroje státu. Přes veškerou vynaloženou snahu konečné vítězství mingským armádám unikalo. Jung-leho tažení Mongoly pouze oslabila. Přestože Číňané mívali početnější vojska, více zdrojů a kvalitní výzbroj, kdy zejména kanóny působily mongolské jízdě těžké ztráty, mobilita kočovníků a rozlehlost válčiště více než vyvážily čínské výhody. Konečně štvaní mongolských vůdců proti sobě je nakonec Číně znepřátelilo všechny. Dlouhodobě Jung-leho politika, zejména stažení ke zdi, oslabila pozice mingské říše ve stepi.
Po roce 1424 už říše Ming neměla sílu ani odhodlání na vypravení trestných expedic do stepi. Jediný pokus o výpravu na sever z roku 1449 skončil katastrofou tchumuské krize.